# Turenia

Flaga Turenii

Herb Touraine, oryginalnie herb Filipa Śmiałego, hrabiego Touraine i księcia Burgundii

Turenia (fr. Touraine) – kraina historyczno-geograficzna we Francji.
Głównym ośrodkiem i historyczną stolicą Turenii jest miasto Tours. W czasie reformy administracyjnej Francji w 1790 obszar dawnej prowincji Touraine został podzielony na departamenty Indre i Loara, Loir-et-Cher i Indre. Nazywa się ją często „ogrodem Francji”.

## Geografia
Turenia leży w dorzeczu Loary, Cher, Indre i Vienne stanowiąc część Basenu Paryskiego. Stanowi centrum uprawy winogron i produkcji wina. Za sprawą faktu, że dzięki TGV można dojechać z Tours do Paryża w ciągu godziny Turenia stanowi miejsce osiedlania się osób pracujących w stolicy, lecz spragnionych innej niż miejska jakości życia.

## Historia
Nazwa „Touraine” pochodzi od wymienianego przez Cezara celtyckiego plemienia Turonów (łac. Turones). Od podboju Galii przez Cezara Turenia dzieliła losy całego obszaru. Od V wieku Tours stało się miejscem kultu religijnego i pielgrzymek związanych ze św. Marcinem z Tours. W 1044 przeszła pod władzę Andegawenów, którzy w 1154 zostali królami Anglii – w tych czasach główną twierdzą regionu był zamek Chinon. W 1205 Filip II August, król Francji, odzyskał Turenię dla francuskiej korony, została wtedy przyłączona do domeny królewskiej jako księstwo. W 1429 doszło do historycznego spotkania Joanny d’Arc i Karola VII w Chinon. W XV w. Turenia była ulubionym miejscem pobytu francuskich królów, a wiele gotyckich zamków wspaniale przebudowano w stylu gotycko-renesansowym. Zamki te do dziś stanowią jedną z najpopularniejszych atrakcji turystycznych Francji. W 1584 księstwo Turenii przekształcono w prowincję, którą w 1790 podzielono między nowo powstałe departamenty.

## Zabytki i atrakcje turystyczne
W Turenii znajdują się słynne zamki położone na szlaku nad Loarą:
Amboise, Azay-le-Rideau, Chaumont, Chenonceau, Chinon, Langeais, Loches, Villandry czy Blois.